# Hafiz Pachayev
Pour les articles homonymes, voir Pachayev.
Hafiz Mir Jalal oghlu Pachayev (Azerbaïdjanais: Hafiz Mir Cəlal oğlu Paşayev; né le 2 mai 1941 à Bakou) est le vice-ministre des Affaires étrangères de la République d'Azerbaïdjan et recteur fondateur de l'Université ADA. Il est titulaire d'un doctorat en physique et a été ambassadeur de la République d'Azerbaïdjan aux États-Unis jusqu'en 2006.

## Biographie

### Origine et formation
Hafiz Pachayev est né à Bakou (Azerbaïdjan) le 2 mai 1941. Il a obtenu son diplôme de premier cycle en physique à l'Université d'État d'Azerbaïdjan en 1963. Après avoir obtenu son diplôme, il a commencé à travailler à l'Institut de physique de l'Académie nationale des sciences d'Azerbaïdjan jusqu'en 1967. En 1971, il a obtenu le diplôme de candidat en sciences à l'Institut IV Kurchatov de l'énergie atomique à Moscou. En 1975–1976, il a poursuivi ses recherches à l'Université de Californie à Irvine. Enfin, il a obtenu le doctorat en sciences en 1984. De 1971 à 1992, Pachayev a travaillé comme chercheur et chef de laboratoire à l'Institut de physique de l'Académie nationale des sciences d'Azerbaïdjan,.

### Carrière politique
Hafiz Pachayev a commencé sa carrière politique en 1993 en tant que premier ambassadeur extraordinaire et plénipotentiaire d'Azerbaïdjan aux États-Unis (également accrédité au Canada et au Mexique). Il a conservé ce poste jusqu'en 2006, date à laquelle il a été nommé Vice-Ministre des affaires étrangères de la République d'Azerbaïdjan. Le nom de Pachayev est associé à l'Académie diplomatique d'Azerbaïdjan établie sous le ministère des Affaires étrangères de la République d'Azerbaïdjan. Il est le recteur fondateur de l'Académie, qui a reçu en 2016 le statut d'université pour devenir Université ADA. De plus, Hafiz Pachayev est l'auteur de plus de 100 ouvrages scientifiques et de 2 monographies, ainsi que des articles sur diverses questions sociopolitiques dans les médias locaux et internationaux.

## Décorations
- Ordre de Chohrat.
- Ordre de Charaf.